# 里奇縣 (西維吉尼亞州)
里奇縣（英語：Ritchie County）是美国西維吉尼亞州西北部的一個縣，面積1,175平方公里。根據2020年美國人口普查，共有人口8,444人。縣治哈里斯維爾（Harrisville）。該縣成立於1843年2月18日，本縣以記者湯瑪士·里奇命名（Thomas Ritchie）。